# 浜田村 (熊本県)
浜田村（はまだむら）は、熊本県の北部に位置していた村。

## 地理
- 河川：除川

## 歴史
- 1889年4月1日 - 浜口村、牟田口村が合併して発足。
- 1955年4月1日 - 八分字村、藤富村、並建村、白石村、畠口村と新設合併し、飽田村発足。

## 学校
- なし